# Pålitlighet
Pålitlighet är en personlig egenskap. En pålitlig person uppfyller sina åtaganden gentemot andra. Pålitlighet betraktas av många som en moraliskt eftertraktansvärd egenskap, en dygd.